# Aeropuerto Internacional de Dusambé
El Aeropuerto de Dusambé (en tayiko: Фурудгоҳи байналмилалии Душанбе, en ruso: Международный аэропорт Душанбе; código IATA: DYU - código ICAO: UTDD), es un aeropuerto situado en Dusambé, la capital y ciudad más poblada de Tayikistán. Es el principal aeropuerto del país y sede de las aerolíneas East Air, Somon Air y Tajik Air.

## Historia
En 1924 se construyó el primer aeropuerto del país, en la ciudad de que actualmente se conoce como Dusambé. En noviembre de 1929 un nuevo aeropuerto fue construido para servir a Stalinabad (nombre pasado de Dusambé). En 1964, el complejo del aeropuerto actual se puso en funcionamiento. Con los años el aeropuerto ha sido reconstruido en varias ocasiones.
Las continuas mejoras realizadas en el aeropuerto fueron enfocadas a la seguridad, principalmente en la pista de aterrizaje y la mejora de los edificios de la terminal (originalmente construida en 1964) para manejar aviones occidentales modernos. Un nuevo aeropuerto ha sido programado para ser construido al oeste de Dusambé por contratistas de la India, lo que permitiría al actual aeropuerto Internacional de Dusambé convertirse en un futuro aeropuerto VIP.
Para adecuar el aeropuerto de Dusambé a las normas internacionales del tráfico aéreo, se ha puesto en marcha un proyecto de expansión para aumentar el espacio global de la terminal internacional de 11 000 m² con una capacidad de 5 000 pasajeros a la hora. Este proyecto se está ejecutando bajo el apoyo financiero de Francia, que hizo un préstamo a largo plazo para Tayikistán €20 millones a bajo interés. La contribución propia de Tayikistán será €19 millones (octubre de 2012). La construcción se completó antes de lo previsto y la nueva terminal (que puede servir a 1,5 millones de pasajeros al año) se abrió el 3 de septiembre de 2014.

## Aerolíneas y destinos
| Aerolíneas                     | Destinos |
| ------------------------------ | --- |
| Aeroflot operado por Donavia   | Sochi |
| Aeroflot operado por Rossiya   | San Petersburgo |
| Air Astana                     | Almaty |
| Air Kyrgyzstan                 | Biskek |
| Avia Traffic Company           | Biskek |
| China Southern Airlines        | Ürümqi |
| East Air                       | Biskek, |
| flydubai                       | Dubái |
| Iran Aseman Airlines           | Mashhad, Teherán-Imán Jomeini |
| Kam Air                        | Kabul |
| NordStar                       | Krasnoyarsk-Yemelyanovo |
| Orenair                        | Orenburgo |
| S7 Airlines                    | Cheliábinsk, Novosibirsk |
| Somon Air                      | Almaty, Dubái, Estambul-Atatürk, Frankfurt, Ginebra (Planes de inicio), Irkutsk, Kazan, Krasnodar, Krasnoyarsk-Yemelyanovo, Moscú-Domodedovo, Orenburgo, San Petersburgo, Ekaterimburgo, Ürümqi                 |
| Taban Air                      | Teherán-Imán Jomeini |
| Tajik Air                      | Almaty, Bakú, Biskek, Delhi, Estambul-Atatürk, Guangzhou, Irkutsk, Khorog, Khujand, Moscú-Domodedovo, Novosibirsk, San Petersburgo, Samara, Sharjah, Sochi, Surgut, Teherán-Imán Jomeini, Ürümqi, Ekaterimburgo |
| Turkish Airlines               | Estambul-Atatürk |
| Ukraine International Airlines | Kiev-Boryspil |
| Ural Airlines                  | Cheliábinsk, Kazan, Krasnodar, Krasnoyarsk-Yemelyanovo, Mineralnye Vody, Nizhnekamsk, Perm, Samara, Ufa, Ekaterimburgo, Volgogrado                                                                              |
| UTair Aviation                 | Moscú-Vnukovo |
| Yakutia Airlines               | Irkutsk, Krasnodar, Minerlnye Vody |